# Ira Flatow
Ira Flatow, né le 9 mars 1949 à New York, dans le borough de Brooklyn, est un journaliste américain. Il anime l'émission de vulgarisation scientifique Science Friday, diffusée depuis 1991 sur le réseau de radiodiffusion public américain NPR. Il est également connu pour avoir animé l'émission télévisée de vulgarisation scientifique Newton's Apple diffusé sur le réseau de télévision public PBS.